# Shamchaurasi
Shamchaurasi é uma cidade  no distrito de Hoshiarpur, no estado indiano de Punjab.

## Demografia
Segundo o censo de 2001, Shamchaurasi tinha uma população de 4221 habitantes. Os indivíduos do sexo masculino constituem 52% da população e os do sexo feminino 48%. Shamchaurasi tem uma taxa de literacia de 69%, superior à média nacional de 59.5%: a literacia no sexo masculino é de 75% e no sexo feminino é de 63%. Em Shamchaurasi, 13% da população está abaixo dos 6 anos de idade.